# James Thomas (musicista)
James Thomas, in arte James Son Thomas (Eden, 14 ottobre 1926 – Greenville, 26 giugno 1993), è stato un cantante e chitarrista statunitense esponente del delta blues. Suonava, raramente, anche il pianoforte. Era anche scultore naif.

## Biografia
Musicista blues del delta del Mississippi, è stato un esponente importante del genere più rurale e arcaico della tradizione musicale dei neri afroamericani. Pur con una tecnica chitarristica approssimativa, aveva una capacità interpretativa unica, aiutato dalla sua caratteristica voce in falsetto: riusciva a comunicare l'originale e profondo spirito del Delta Blues.
A parte una relativa fama locale che gli permetteva di suonare nei club, locali e festival del Mississippi, viveva facendo i lavori più umili, anche becchino e custode di cimitero. Fu uno scultore naif, di un certo pregio, privilegiando le opere che rappresentavano crani umani, fatti con creta e pezzi di pietra.
Thomas suonò anche al Delta Blues and Heritage Festival di Greenville.
Fu "scoperto" per la prima volta da William (Bill) Ferris (etnomusicologo del Center for the Study of Souther Culture di Memphis) che lo registrò su disco e lasciò anche testimonianze filmate. In fasi successive fu registrato sul campo (field recordings) anche da ricercatori italiani e tedeschi, arrivati nel Delta alla ricerca delle ultime testimonianze di un blues rurale in via di estinzione. James Son Thomas è presente in antologie di blues, italiane (su etichetta Albatros) e tedesche (su etichetta L+R) e su filmati di queste registrazioni. Alcuni di questi filmati sono stati editi su DVD in allegato all'opera di William Ferris Give My Poor Heart Ease: Voices of the Mississippi Blues.
Questo permise a Thomas di essere conosciuto anche in altri stati e di fare alcune piccole tournée in Europa, a seguito degli American Folk Blues Festival e di avere incisioni a suo nome. Negli anni ottanta suonò con l'armonicista svizzero Walter 'Wale' Liniger, esperto di blues e docente per un decennio circa presso l'Università del Nord Carolina.

## Fine
Il suo stato di salute peggiorò drasticamente all'inizio degli anni novanta, a causa di un tumore al cervello, che lo portò a morire nel 1993. 
Fu tumulato nel cimitero di Leland, e nel 1996 il musicista John Fogerty pagò la lapide 
da porre sulla sua tomba, con incisa una strofa del suo blues più famoso, quel Beefsteak Blues che sintetizza la sua filosofia di vita :
Whiskey when I'm dry

Pretty woman when I'm livin'

Heaven when I die»
Una parte del Delta Blues Museum in Clarksdale e del più piccolo Leland Blues Museum in Leland sono dedicati a James Son Thomas. 
Il figlio Pat Thomas, cerca di continuare l'attività del padre, suonando il Delta Blues con la stessa voce particolare e producendo opere naif.

## Discografia
- The Blues are Alive and Well (1969) antologia
- Mississippi Delta & South Tennessee Blues (1979) antologia italiana solo su LP
- I got the Blues this morning (1979) antologia italiana solo su LP
- Highway 61 Blues 1968-82 - solo su LP Center for the Study of Souther Culture
- Gateway to the Delta 1986-87 Center - LP edito da Center for the Study of Souther Culture
- Libro : William Ferris - Give My Poor Heart Ease: Voices of the Mississippi Blues 2009 (con CD e DVD con alcune registrazioni sul campo (inedite) di James Son Thomas)